# なら歴史芸術文化村
なら歴史芸術文化村（なられきしげいじゅつぶんかむら）は、奈良県天理市杣之内町（そまのうちちょう）にある複合文化施設である。道の駅としても登録されており、道の駅なら歴史芸術文化村（みちのえき なられきしげいじゅつぶんかむら）の名称で登録されている。

## 概要
2022年（令和4年）3月21日に開業。奈良県が総工費約100億円をかけて整備した。
奈良県内に散在する文化財修復施設を集約し、修復に必要な伝統工芸の人材育成をすすめ、文化財や芸術に触れる機会を設け観光、産業の振興、賑わいの創出を行うことを目的としている。日本では初めてとなる、4分野（仏像等彫刻・絵画書跡等・歴史的建造物・考古遺物）の文化財修復工程の見学が1年を通して実施している。
また、当施設の総括責任者として、近畿日本鉄道（近鉄）の元社員で広報を担当していた福原稔浩が就任している。
当初は「奈良県国際芸術家村」の仮称で整備され、平成30年度重点道の駅として選定されている。

## 施設
施設は4棟で構成されている。
- 情報発信棟[3]
  - トイレ 21器（ほかの棟にもあるが、この棟のものだけは24時間利用可能）
  - 情報発信スペース（9:00 - 17:00）[4][9]
  - 観光案内所（9:00 - 17:00）[4]
  - ベビーコーナー
- 交流にぎわい棟[2][3]
  - 伝統工芸品ショップ（9:00 - 18:00）
  - 農産物直売所（9:00 - 18:00）
  - レストラン（9:00 - 20:00）[4][9]
  - サイクルステーション[4]
- 文化財修復・展示棟[2][3] - ガラスのない見学スペースで、レプリカに触れながら修復の工程が見学できる（予約が必要）[3]。
  - 展示室
  - 修復工房
  - ユネスコ・アジア文化センター文化遺産保護協力事務所
- 芸術文化体験棟[2]
  - ホール
  - スタジオ
  - 交流ラウンジ
  - セミナールーム
- EV充電施設
- 駐車場 80台[4]
- 屋外体験ゾーン
- フェアフィールド・バイ・マリオット・奈良天理山の辺の道
  - 積水ハウスとマリオット・インターナショナルの合弁事業によるホテル（奈良県で第1号）[3]。施設の詳細は、公式サイトを参照。

## 休館日
- 毎週月曜日（交流にぎわい棟を除く、祝日の場合は翌日）[4]
- 12月28日 - 1月4日（情報発信棟のトイレを除く）[4]

## アクセス
- 国道25号 - 登録路線[6][7]いわゆる非名阪沿いで、名阪国道天理インターや天理東インターからは国道169号や奈良県道51号天理環状線で非名阪に出る必要がある。天理環状線との交差点は「なら歴史芸術文化村前」という名前に改名された。

公共交通機関
- 西日本旅客鉄道（JR西日本）・近畿日本鉄道（近鉄）天理駅よりシャトルバス（有料）[9]。
  - 2022年6月1日より、奈良交通の一部時間帯（月曜日を除く9時から17時まで）の運行をWILLER EXPRESSに委託[14][15]。また、同日より当該時間帯は予約制となっている。詳細は、なら歴史芸術文化村 直行オンデマンドシャトルを参照。

## 周辺
- 杣之内古墳群
- 山辺の道